# Skalní hřiby (Stolové hory)
Skalní hřiby (polsky Skalne Grzyby) je skupina pískovcových skal specifických tvarů v polských Stolových horách. Skály se nacházejí na území gminy Szczytna v kladském okrese Dolnoslezského vojvodství. Skalní hřiby patří k nejznámějším geologickým a geomorfologickým lokalitám v Národním parku Stolové hory.

## Geografie, geologie, geomorfologie
Z geomorfologického hlediska náležejí Stolové hory, včetně lokality s těmito zvláštními skalami, do oblasti Středních Sudet, tj. dle českého názvosloví do Orlické oblasti. Skály ve tvaru skalních hřibů se nacházejí v severní části Stolových hor v nadmořské výšce kolem 680 až 700 metrů na území dlouhém zhruba dva kilometry mezi kótami Rogacz (707 m n. m.) a Borowik (722 m n. m.). Kromě skalních hřibů se zde vyskytují i skalní věže a brány. Lidé pojmenovali tyto skály různými jmény, kromě "Hřibu" (Borowik), což je i název nejvyššího vrcholu na západním okraji zmíněného území, lze zde nalézt např. "Skalní bránu" (Skalne Wrota), "Srostlé houby" (Zrośnięte Grzyby), "Tučňáky" (Pingwinki), "Roháče" či "Paroháče" (Rogacz), "Psí hlavu" (Głowa Psa), "Patrové hřiby" (Piętrowe Grzyby), "Adama a Evu" (Adam i Ewa) nebo masívní útvar "Kladivo" (Młot).
Skalní hřiby, sestávající z vrstev pískovců, místy zpevněných slínovci a břidlicemi, byly vytvořeny erozí a zvětráváním pískovcových lavic, které byly součástí sedimentů ze dna druhohorního moře, vyzdvižených v třetihorách alpinským vrásněním.
Celá skalní oblast se rozprostírá mezi vesnicemi Batorow (na jihu), Karłów (na západě) a městem Radków na severu. Od Batorowa jsou Skalní hřiby vzdáleny po turistických cestách necelé tři kilometry. Správní středisko gminy, město Szczytna, leží od Skalních hřibů necelých pět kilometrů vzdušnou čarou směrem na jihovýchod.

## Přístup
Přímo kolem skal vede žlutě značená turistická stezka, která vychází z lázní Duszniki-Zdrój a cestou do Karłówa spojuje řadu zajímavých míst ve Stolových horách. V okolí skal jsou další turisticky značené stezky. Jižně od Skalních hřibů prochází hřebenem hlavní turistická trasa Stolových hor, červeně značený Główny Szlak Sudecki. Z východu se lze ke skalám přiblížit po modře značené turistické cestě, která vede z Polanice-Zdrój do Vambeřic, a z niž ke Skalním hřibům odbočuje výše zmíněná žlutá značka. Asi o půl kilometru severněji od rozcestí se žlutou z modré značky odbočuje značka zelená, která směřuje na severozápad přes vyhlídku Pielgrzym k Radkovským skalám.

## Různé skalní tvary

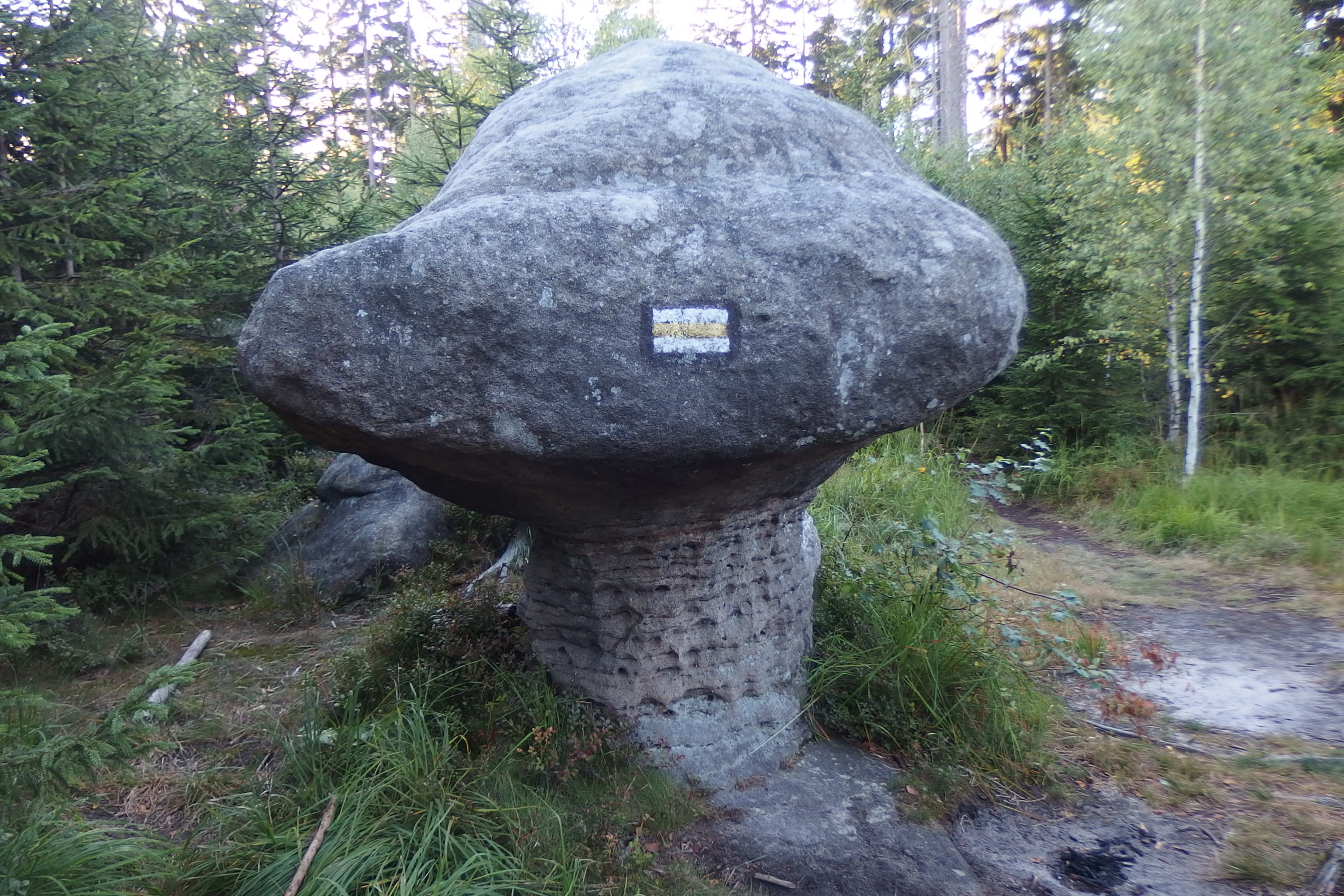
Hřib na žluté trase
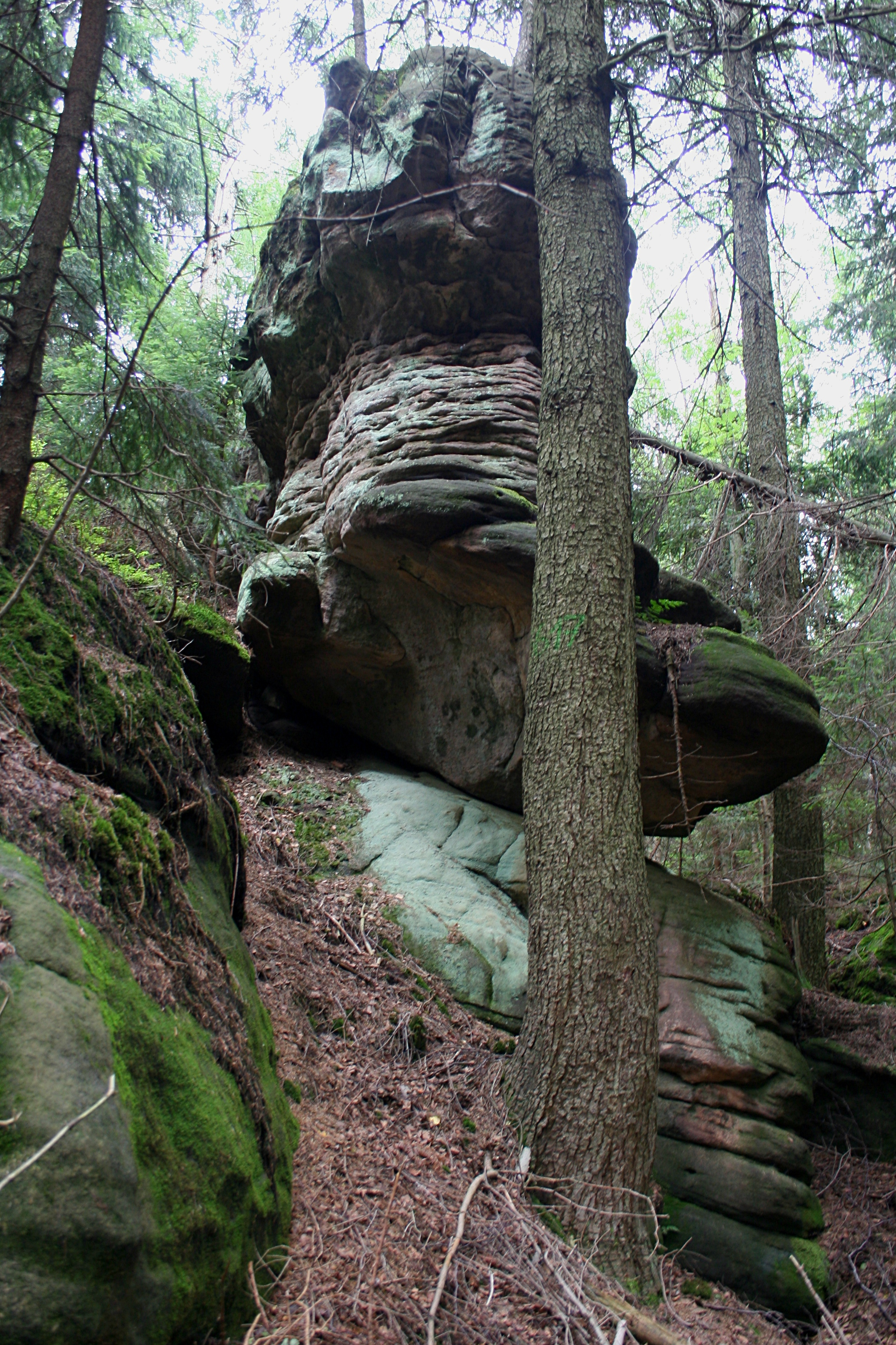
Jeden ze skalních útvarů
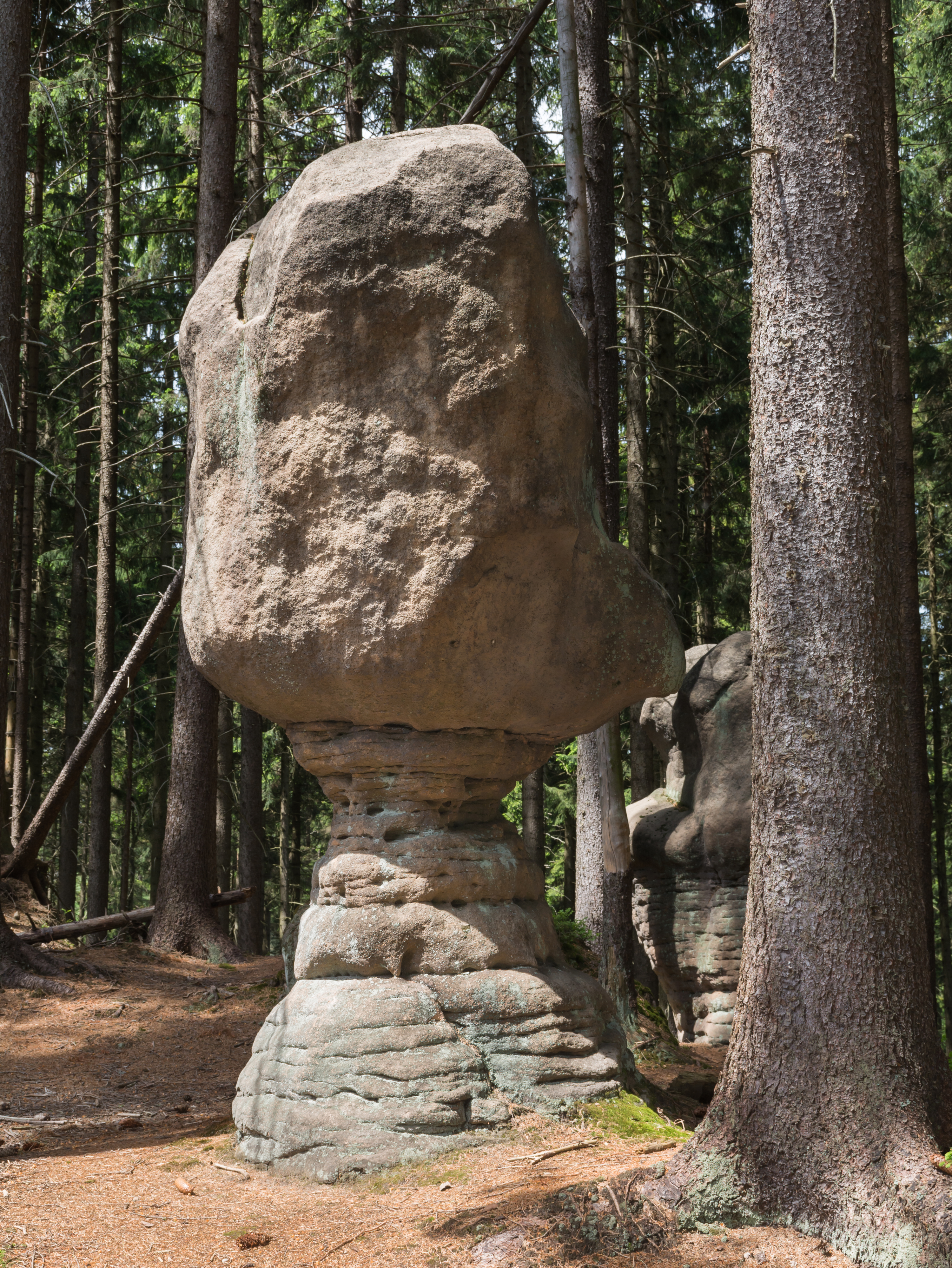
Hřib u cesty
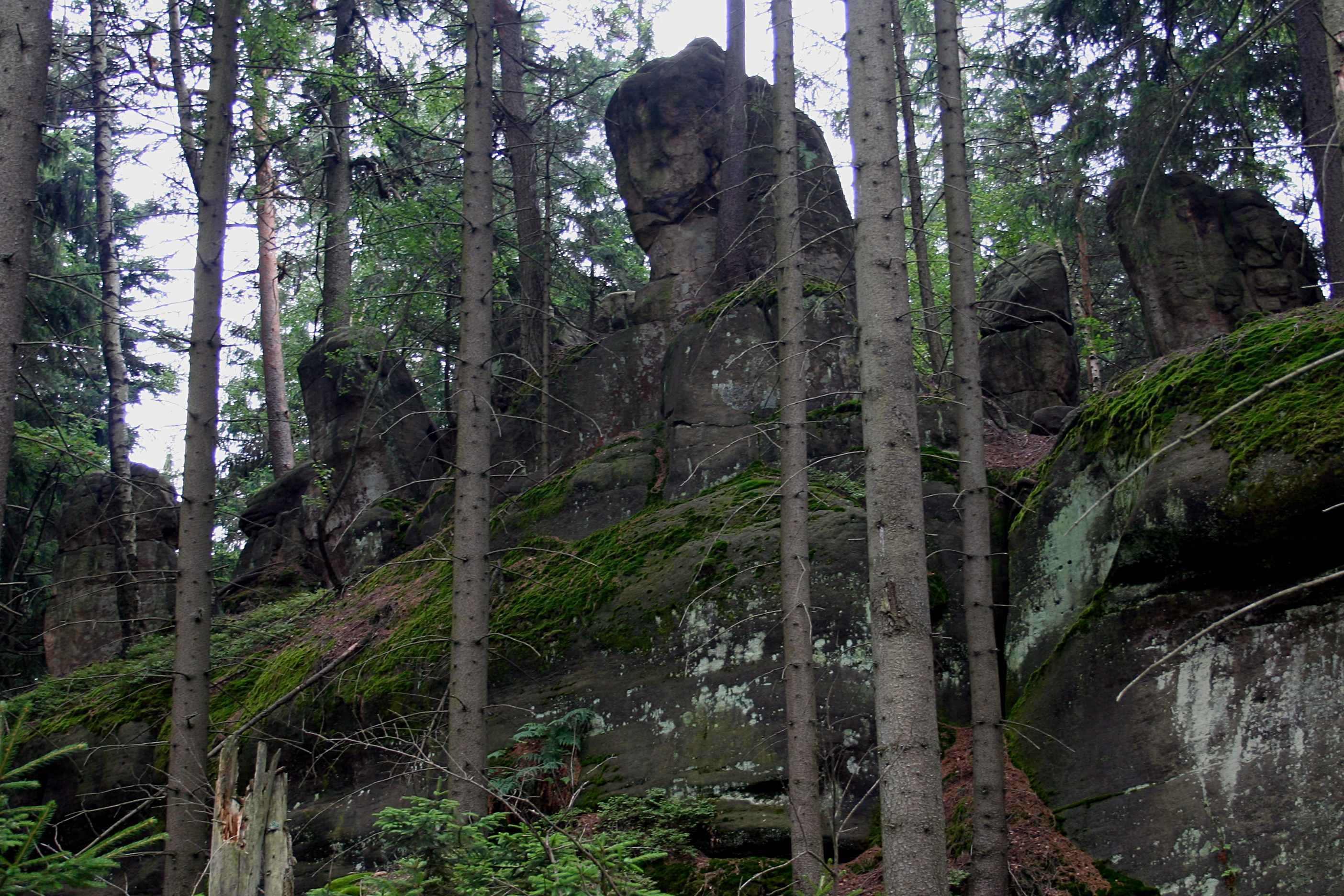
Skály v prostoru Rogacze
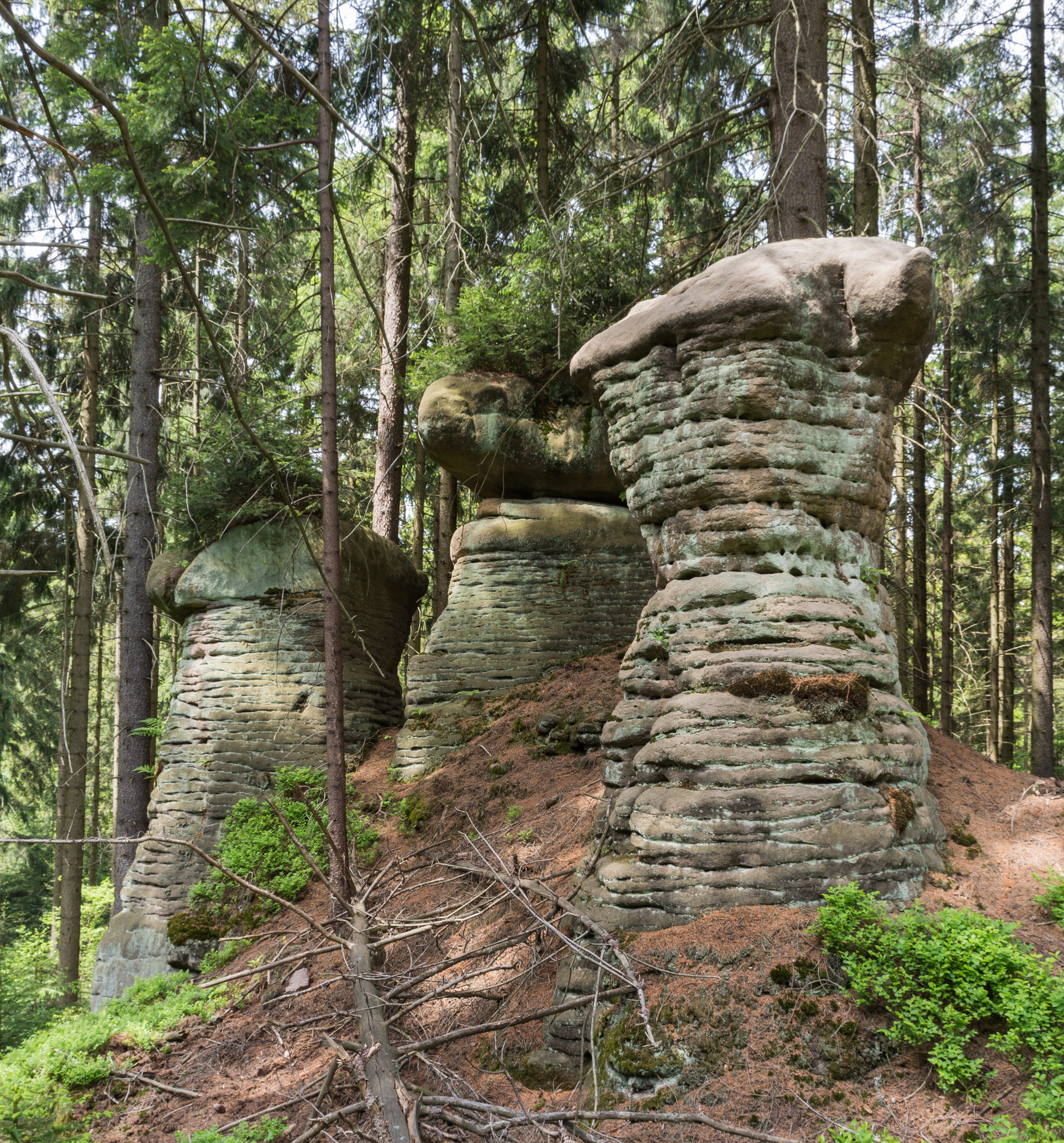
Tři různé hřiby